# Dansk Forgylderlaug
Dansk Forgylderlaug var en brancheforening der varetog faglærte forgylderes interesser i Danmark fra 15. marts 1876 til 7. juli 1971.

## Historie
Dansk forgylderlaug blev stiftet den 15. marts 1876 i København. Lauget varetog fagets interesser; fastsatte priser, lønninger og var med til at modernisere det gamle, traditionalle håndværk. Lauget var blandt andet med til lægge guld på de store guldkupler i Alexander Nevsky Kirken (også kendt som Den Russiske Kirke) i København. Lauget blev nedlagt per 7. juli 1971 af daværende oldermand Børge Chr. Jeppesen på en ekstraordinær generalforsamling i Odense. Herefter skiftede organisationen navn til Forgylderforeningen af 7.7.1971.
Det skønnes at der i Danmark i 1971 fandtes ca. 10 forgyldervirksomheder og ca. 80 svende i faget.

## Arbejdsforhold
Ifølge arbejdsdirektoratet, marts 1974, er en forgylder en faglært håndværker eller specialarbejder, hvis væsentlige arbejde består i følgende: at forgylde eller forsølve, bronzere eller politurbehandle spejl- og billedrammer samt trælister og lign., at fremstille og påsætte forgyldte ornamenter til spejl-og billedrammer samt at restaurere genstande af den nævnte art. I 1969 steg en forgylders timeløn fra kr. 3,65 til kr. 4,50. Den gennemsnitlige timeløn i 1973 var kr. 24,40 i København og kr. 21,15 i provinsen.

## Uddannelse og forudsætninger
For at kunne optages i forgylderlauget var det en forudsætning at have fuldført den officielle forgylderudannelse. Uddannelsen tog 3 år og 10 måneder ifølge lærlingeloven. Der krævedes ingen forudgående uddannelse end den almindelige, obligatoriske folkeskoleundervisning. Oplæringen bestod i praktisk arbejde. Efter læretiden skulle lærlingen kunne udføre almindeligt godt forgylderarbejde og aflægge acceptabel svendeprøve inden for mindst 3 af følgende områder:
1) Politurarbejde bestående i udførelsen af matsorte lister.
2) Listeforgyldning og -forsølvning.
3) Indstøvningsbronze, dvs. bronzering med tør bronze.
4) Rammeforgyldning.
5) Bronzepolering, dvs. påsmøring af bronze og polering med agatsten.
6) Ornamentering af lister og rammer samt færdiggørelse af disse.
Ifølge lauget var de personlige forudsætninger for en forgylder at have et godt syn, normal farvesans og sikker håndføring. Kunstnerisk evne er en fordel.